# Bílkov
Bílkov (německy Bilkau) je vesnice, část města Dačice v okrese Jindřichův Hradec v Jihočeském kraji. Nachází se tři kilometry východně od Dačic. Nejbližší železniční stanice je v Dačicích. Spadá pod římskokatolickou farnost Dačice. V Bílkově také stával stejnojmenný hrad spojený s pány z Bílkova. Bílkov je také název katastrálního území o rozloze 6,34 km².

## Poloha
Vesnice je rozložena po obou stranách údolí Vápovky, ve východní části Dačické sníženiny, nedaleko styku s Brtnickou vrchovinou. Nejstarší část obce vznikla na ostrohu v pravostranném zákrutu, do kterého ústí Dobrohošťský potok. Katastrální území zasahuje na obě strany údolí, k západu na plošiny Dačické sníženiny, na východě do Slatinských kopců na jižní svah vrchu Bába.

## Historie
První písemná zmínka o vesnici pochází z roku 1253, kdy se uvádějí synové Ranožírovi Smil, Ratiboř, Jaroš a Markvart z Bílkova. K roku 1303 se uvádí Ješek z Bílkova. Sňatkem Kláry z Bílkova s Oldřichem z Hradce se dostalo bílkovské zboží do rukou pánů z Hradce. Majitelé Bílkova se během let často střídali, až v roce 1459 prodal Zdeněk ze Šternberka jako poručník sirotků po Menhartovi z Hradce zbořený hrad Bílkov se vsí, městečkem Dačicemi a dalšími vesnicemi na panství Volfgangu Krajířovi z Krajku, načež Bílkov sdílel další osudy s dačickým panstvím až do konce patrimoniálního období v roce 1849.
Podle lánového rejstříku před třicetiletou válkou bylo v Bílkově 24 usedlostí, z toho za války zůstalo osázeno 18 a 6 zpustlo. Do roku 1671 se podařilo znovu osadit 1 usedlost. V této době byli ve vsi ze starých usedlíků 1 láník, 5 pololáníků a 2 domkáři s půdou, z nových usedlíků 1 domkář s půdou.
Podle Tereziánského katastru moravského bylo ve vsi 15 sedláků, 1 čtvrtláník a 5 chalupníků. Na katastru vsi byl vrchnostenský dvůr. Podle vceňovacího operátu žilo roce 1843 v Bílkově 325 obyvatel, z toho 148 mužů a 177 žen v 54 domech a 80 domácnostech. Z nich se 22 živilo v zemědělství, 8 živnostmi a 1 jiným zaměstnáním, vedle 49 nádeníků. Desátky byly odváděny panství Dačice a do Dačic se jezdilo z Bílkova na sobotní týdenní trhy. Z živnostníků zde byl 1 mlynář, 2 krejčí, 3 kováři, 1 švec a 1 tesař. V roce 1850 měla 400 obyvatel.
Ve druhé polovině 19. a v první polovině 20. století se většina obyvatelstva obce živila zemědělstvím. Katastr obce měl v roce 1900 výměru 972 hektarů a výměra hospodářské půdy obce byla 611 hektarů. Živnosti roku 1911: 1 hostinský, 1 kovář, 1 mlynář (s pilou), 1 obchodník se smíšeným zbožím, 1 prodejce piva a lihovin v uzavřených nádobách a 1 stolař. Živnosti roku 1924: 1 mlynář, 1 obchodník se smíšeným zbožím, 1 pokrývač, 1 stolař, 1 trafikant, 26 hospodařících rolníků, dvůr Karlov velkostatku Dalbergů. Obec byla elektrifikována připojením na síť ZME Brno v roce 1932.
V roce 1921 zde stálo 73 domů a žilo zde 438 obyvatel, z toho 436 obyvatel bylo české národnosti.
JZD vzniklo roku. 1957, v roce 1974 bylo sloučeno do JZD Čs.- sovětského přátelství Hříšice. Nyní převládající zaměstnání: zemědělství, dojížďka za prací v průmyslových závodech v Dačicích, v obci topenáři, zedníci, klempíři.

## Obyvatelstvo
| Rok            | 1869 | 1880 | 1890 | 1900 | 1910 | 1921 | 1930 | 1950 | 1961 | 1970 | 1980 | 1991 | 2001 | 2011 | 2021 |
| -------------- | ---- | ---- | ---- | ---- | ---- | ---- | ---- | ---- | ---- | ---- | ---- | ---- | ---- | ---- | ---- |
| Počet obyvatel | 355  | 400  | 416  | 439  | 398  | 438  | 371  | 317  | 336  | 314  | 300  | 390  | 407  | 378  | 380  |
| Počet domů     | 65   | 65   | 67   | 70   | 71   | 73   | 81   | 85   | 86   | 82   | 82   | 99   | 106  | 108  | 114  |

## Obecní správa
Bílkov byl samostatnou obcí a do roku 1849 byl součástí panství Dačice v Jihlavském kraji. V letech 1850 až 1855 byl podřízen politické pravomoci Podkrajského úřadu v Dačicích a v rámci soudní správy okresnímu soudu tamtéž. Po zřízení smíšených okresních úřadů s politickou a soudní pravomocí byl v letech 1855 až 1868 podřízen Okresnímu úřadu v Dačicích. Když byly roku 1868 veřejná správa a soudnictví opět odděleny, vrátil se pod politickou pravomoc Okresního hejtmanství v Dačicích, od roku 1919 okresní správy politické a od roku 1928 okresního úřadu tamtéž až do roku 1945. Po osvobození v květnu 1945 náležel pod Okresní národní výbor v Dačicích a v jeho rámci od roku 1949 pod nově vzniklý Jihlavský kraj. Toto začlenění trvalo až do poloviny roku 1960, kdy byl Bílkov po územní reorganizaci s moravským Dačickem začleněn pod správní okres Jindřichův Hradec a Jihočeský kraj, což trvalo až do zrušení Okresního úřadu v Jindřichově Hradci koncem roku 2002. Od 1. ledna 1980 byla obec Bílkov sloučena s Dačicemi a od roku 2003 spadá pod pověřený Městský úřad v Dačicích v samosprávném Jihočeském kraji.

## Škola
První zmínky o škole v Bílkově jsou z roku 1730, od 18. století byly k Bílkovu přiškoleny obce Dobrohošť, Hříšice a Malý Pěčín. Škola byla jednotřídní, teprve roce 1900 byla zřízena druhá třída v souvislosti se stavbou nové budovy. Škola působila v obci až do roku 1978, kdy byla z důvodu malého počtu žáků zrušena a žactvo bylo převedeno do školy v Dačicích.

## Pamětihodnosti
- Na ostrohu nad soutokem Vápovky a Dobrohošťského potoka byl založen ve 13. století bílkovský hrad, zničený v roce 1444 přepadem Hynka Ptáčka z Pirkštejna. Dnes část hradního areálu zastavěna, nepatrné zbytky zdiva na dvoře domu čp. 63 a na svahu vedle sousedních domů.[3]
- Kostel svatého Jana Křtitele, původně opevněný středověký kostel, sakristie v původní románskogotické podobě. Nad hlavním vchodem od západu stávala dřevěná věž, nahrazená roku 1803 kamennou stavbou. Při vstupu do kostela náhrobní kamenný kříž z 18. století.[3]
- Dům čp. 10 z roku 1850 s pozdně empírovým štítem[3]
- Při silnici do Dačic kamenný kříž z roku 1813[3]
- Pomník padlým ve dvou světových válkách[3]

### Zaniklé stavby
- Vodní mlýn č.p. 3

## Galerie

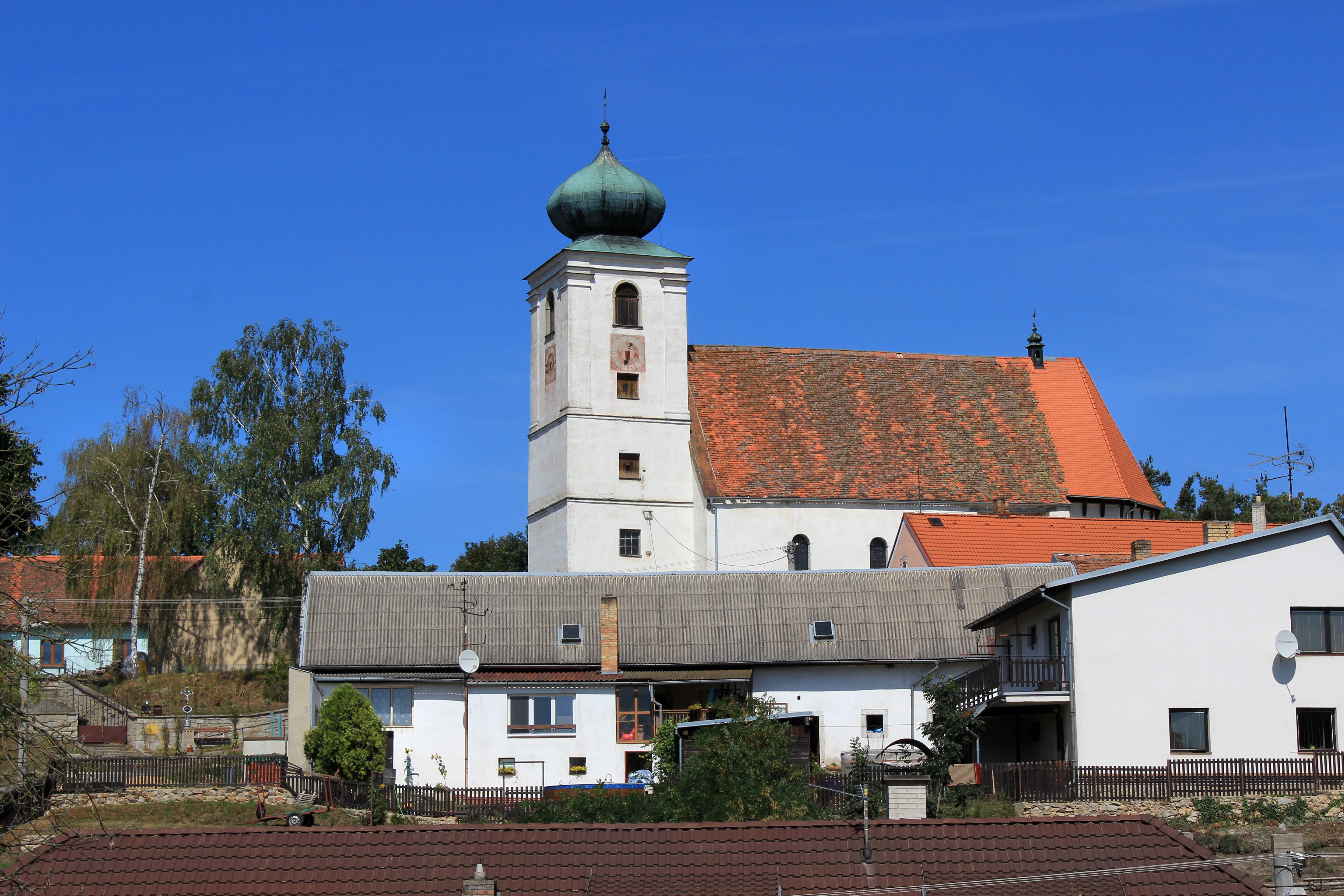
Kostel svatého Jana Křtitele nad vesnicí
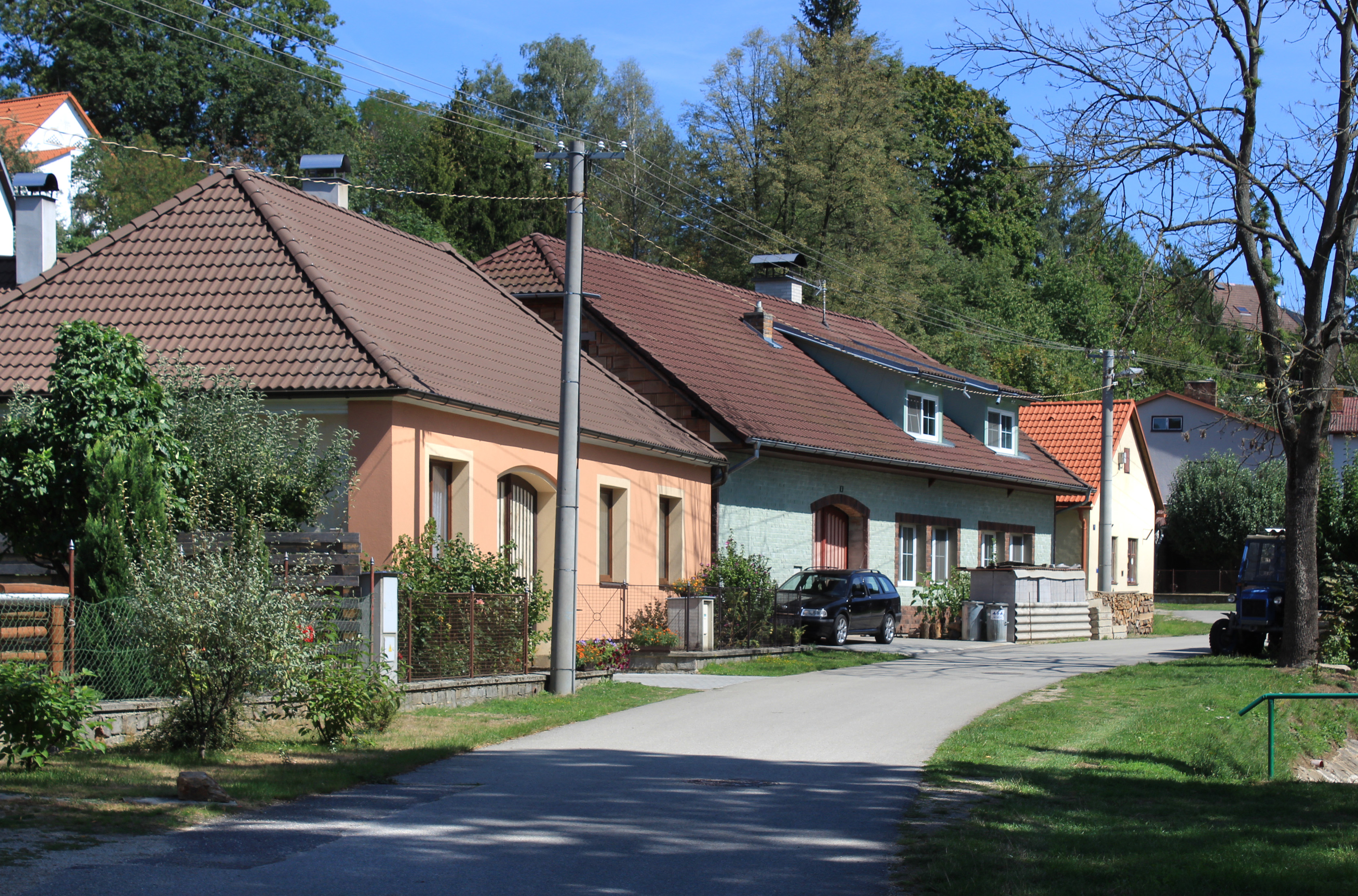
Domky u Dobrohošťského potoka
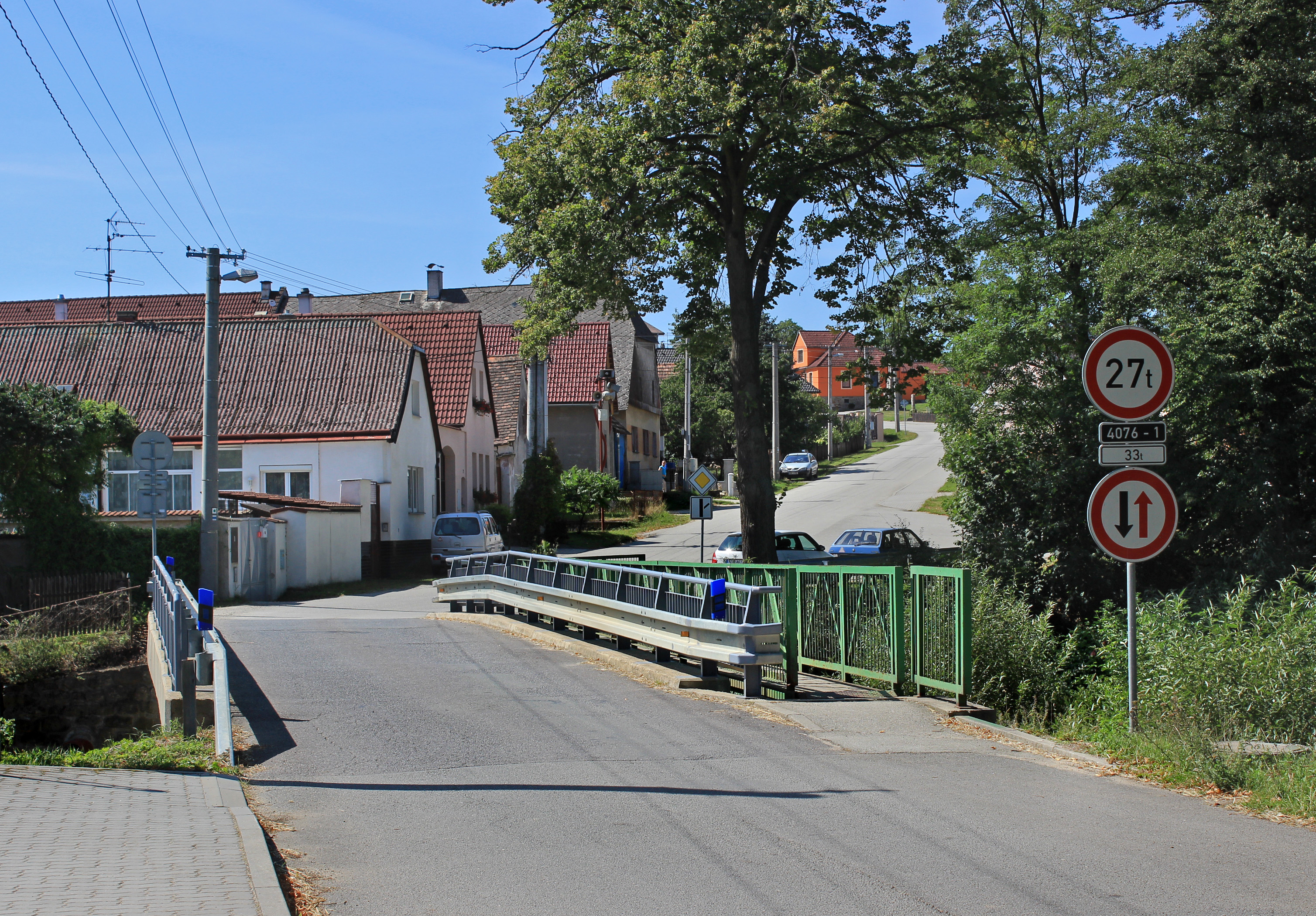
Most přes Vápovku
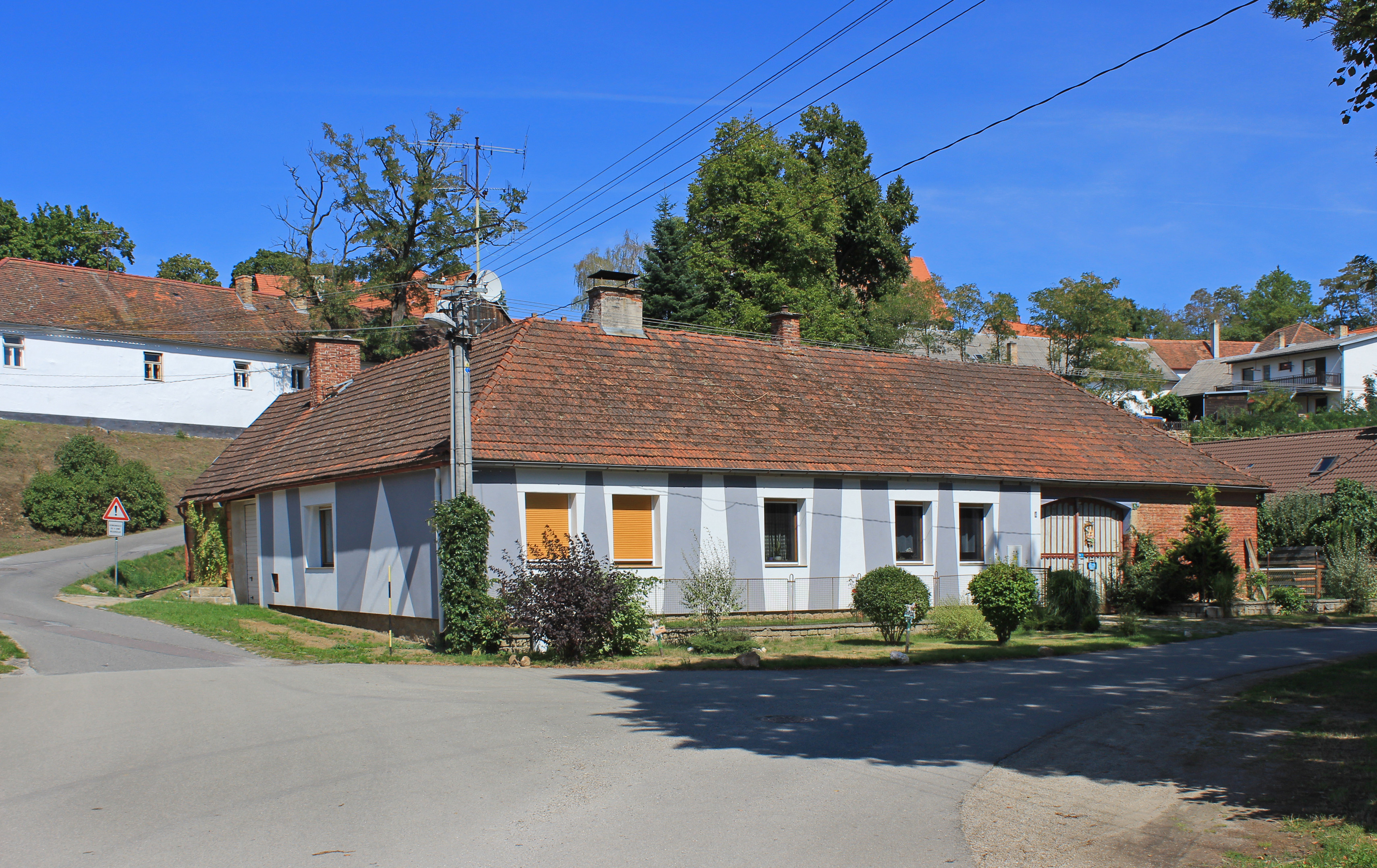
Dům čp. 4